# 唐志红
唐志红（1972年1月—），四川省合川县（今重庆市合川区）人，女，汉族，中华人民共和国政治人物。硕士研究生学历，无党派，湖北省第十三届人民代表大会代表，曾任湖北省黄冈市卫生健康委员会主任。

## 生平
唐志红于1990年进入西南政法大学刑事司法系劳动改造专业学习，1994年7月毕业。同年10月，进入湖北省麻城市司法局工作。1999年12月，她被提拔为麻城市政府法制办副主任。2005年12月，升任湖北省黄冈市档案局副局长。2006年11月，调任黄梅县人民政府副县长，分管科教文卫。2016年下半年，她被任命为黄冈市计划生育协会会长。2017年初，她被任命为黄冈市卫生和计划生育委员会主任，在任期间曾对市中心医院强调“转变工作作风、提高医疗服务质量水平”。随后的政府机构改革中，卫生和计划生育委员会改名为卫生健康委员会，唐志红继续担任主任。
2019年12月至2020年1月，2019冠状病毒病疫情暴发。黄冈市疫情严峻，确诊人数与疑似人数仅次于武汉市。2020年1月，《黄冈日报》刊发了《深夜碰头会》，报道了1月25日0时唐志红等官员的防疫碰头会。该篇报道称，唐志红等人自1月5日起就常驻位于新港一路的黄冈市新冠肺炎防控指挥部，没有休息日，不定期开碰头会讨论问题，“市卫健委主任唐志红嗓音沙哑，每说几句话就要喝口水润润嗓子”“唐志红的女儿放假回家快半个月了，母女都没有见上一面”。2020年1月29日，中央赴湖北指导组派出督查组到黄冈市检查新型冠状病毒肺炎患者的收治、检测情况。面对督查组，身为黄冈市卫健委主任的唐志红回答不出定点医院的收治能力、床位数量、已收治病人数量，表示自己不清楚这些数据。次日，中共黄冈市委提名免去唐志红黄冈市卫生健康委员会主任职务，按法定程序办理免职。
2023年2月18日，唐志红出任黄冈市人大常委会法制工作委员会主任。